# Purificación
Purificación là một khu tự quản thuộc tỉnh Tolima, Colombia. Thủ phủ của khu tự quản Purificación đóng tại Purificación Khu tự quản Purificación có diện tích 290 ki lô mét vuông. Đến thời điểm ngày 28 tháng 5 năm 2005, khu tự quản Purificación có dân số 22079 người.